# Cathedral City (Kalifornija)
Cathedral City je grad u američkoj saveznoj državi Kalifornija. Prema popisu stanovništva iz 2010. u njemu je živjelo 51,200 stanovnika.